# Повісь їх якомога вище
Повісь їх якомога вище (англ. Hang 'Em High) — американський кінофільм-вестерн 1968 року, знятий режисером Тедом Постом на кіностудії «United Artists», з Клінтом Іствудом у головній ролі.

## Сюжет
Колишнього слугу закону Джеда Купера (Клінт Іствуд) несправедливо звинуватили у вбивстві сусіда та крадіжці його худоби. Дев'ять самопроголошених суддів на чолі з капітаном Вілсоном не вірять у його невинність та вішають його. Купера кинули просто неба, вважаючи мертвим. Але він залишається живим, тому що місцевий шериф вчасно обрізав мотузку. Згодом Купер був виправданий, оскільки знайшли того, хто продав йому крадену худобу. Йому запропонували стати судовим виконавцем — нести закон у беззаконні землі території Оклахома. І він погоджується. Джед повертається, щоб вистежити своїх ворогів та віддати їх під суд. Він розшукує своїх кривдників, щоб привести на лаву підсудних і, по можливості, живими.

## У ролях
- Клінт Іствуд — Джед Купер
- Інгер Стівенс — Рейчел
- Ед Беглі — капітан Вілсон
- Пет Гінгл — Адам Фентон, суддя
- Бен Джонсон — Дейв Блісс, шериф
- Арлін Голонка — Дженніфер
- Денніс Гоппер — провісник
- Чарльз Макгроу — Рей Келхаун, шериф
- Рут Вайт — мадам Софі
- Брюс Дерн — Міллер
- Алан Гейл — Метт Стоун
- Джеймс Вестерфілд — роль другого плану
- Ел К'ю Джонс — Луміс
- Джозеф Сірола — Рено
- Джеймс Макартур — роль другого плану
- Боб Стіл — Дженкінс
- Берт Фрід — Шмідт
- Расселл Торсон — Меддоу
- Нед Ромеро — Чарлі Блекфут
- Джонатан Ліппе — Томмі
- Тод Ендрюс — роль другого плану
- Марк Ленард — роль другого плану
- Пол Соренсон — роль другого плану
- Річард Гейтс — Бен, брат Біллі Джо
- Білл Цукерт — роль другого плану
- Гел Інгленд — роль другого плану
- Роберт Вільямс — роль другого плану
- Рой Гленн — роль другого плану
- Річард Ангарола — роль другого плану
- Ларрі Дж. Блейк — роль другого плану
- Тед Торп — роль другого плану
- Баррі Кехілл — роль другого плану
- Джон Веслі — роль другого плану
- Денніс Денгейт — роль другого плану
- Тоні Ді Міло — роль другого плану
- Джоел Флюллен — роль другого плану
- Герберт Елліс — роль другого плану
- Джек Джинг — роль другого плану
- Джон Кокран — роль другого плану

## Знімальна група
- Режисер — Тед Пост
- Сценаристи — Леонард Фрімен, Мел Голдберг
- Оператори — Річард Аш Клайн, Леонард Дж. Соут
- Композитор — Домінік Фронтьєр
- Продюсери — Леонард Фрімен, Ірвінг Л. Леонард, Роберт Стемблер